# Арсланова, Закия Шайдулловна
Закия Шайдуловна Арсланова (31 января 1919 года — 27 января 2012 года) — артистка Башкирского академического театра драмы имени Мажита Гафури. Народная артистка Башкирской АССР (1974), заслуженная артистка Башкирской АССР (1969).

## Биография

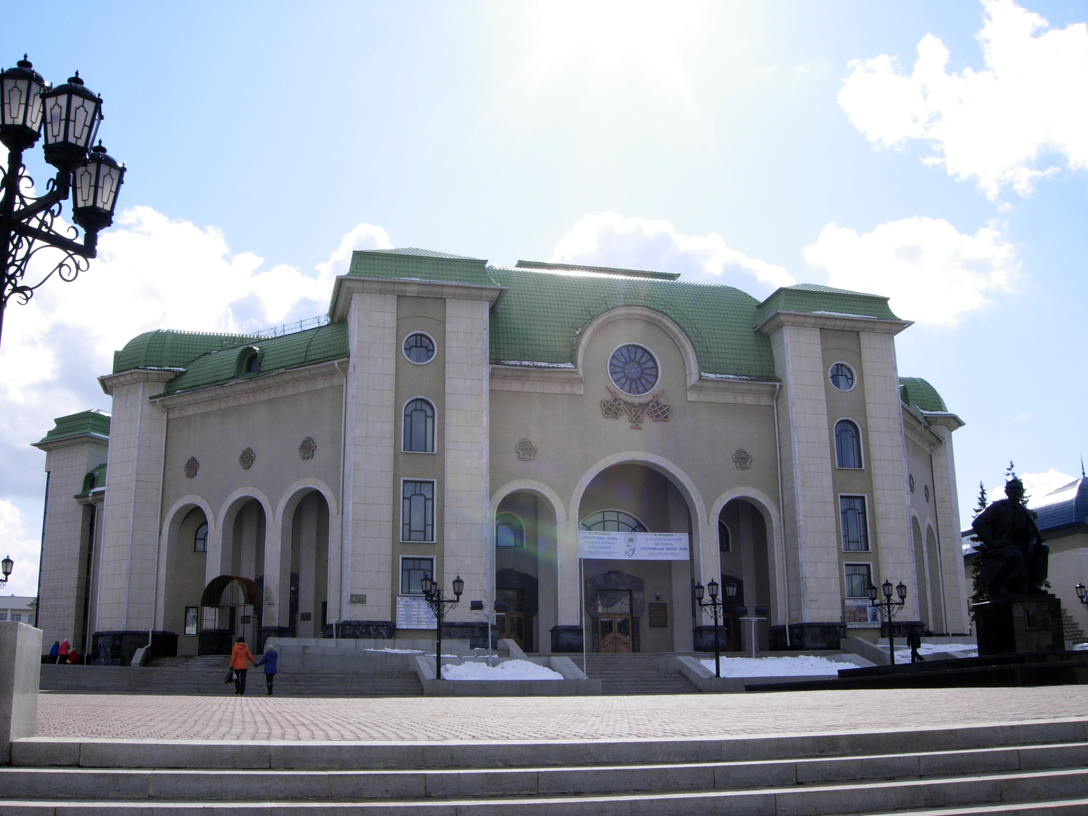
Башкирский академический театр драмы имени Мажита Гафури

Арсланова Закия Шайдулловна родилась 31 января 1919 года в деревне Старо-Кузеево Буздякского района.
В 1940 году окончила Уфимское театрально-художественное училище и была направлена в Янаульский колхозно-совхозный театр.
В 1941—1942 годах работала в эстрадных бригадах Башкирской государственной филармонии, в 1949—1987 годах — актриса Башкирского академического театра драмы имени Мажита Гафури.
Репертуар её включал различные сценические жанры. Участвовала она во многих радио- и телеспектаклях по произведениям Мустая Карима, Назара Наджми, Анвера Бикчентаева, Сагита Мифтахова, Кирея Мэргэна, Яруллы Валеева.

## Театральные работы
- Галима — «Черноликие» Гайнана Амири.порно хоя
- Валя Галимова по одноимённой повести Мажита Гафури.
- Зульфия — «Свояки» Ибрагима Абдуллина.
- Мунира — «Судьбы, избранные нами» Туфана Миннуллина.
- Ксения — «Разлом» Бориса Лавренёва.
- Анисья — «Власть тьмы» Льва Толстого.
- Курицына — «Грех да беда на кого не живёт» Александра Островского.
- сеньора Капулетти — «Ромео и Джульетта» Уильяма Шекспира.

## Награды и звания
- Народная артистка Башкирской АССР (1974)
- Заслуженная артистка Башкирской АССР (1969)
- Дипломант Всероссийского конкурса артистов эстрады (1960 и 1968 гг.)